# FAHL 1904

Otvoritvena sezona 1904 lige FAHL je potekala od 6. januarja do 24. februarja. Moštva so igrala šest tekem. Montreal Wanderers so osvojili ligo z razmerjem zmag in porazov 6-0.

## Redna sezona
V svoji prvi sezoni so Wanderersi dominirali ligo in ostali neporaženi. Po sezoni so izzvali moštvo Ottawa Hockey Club za Stanleyjev pokal, a so le remizirali 5-5. 

### Vrhunci
Jack Marshall (Wanderers) je 20. januarja na tekmi proti Capitalsom zabil 6 golov. 

### Končna lestvica
| Moštvo               | OT | Z | P | R | GF | GA |
| -------------------- | -- | - | - | - | -- | -- |
| Montreal Wanderers   | 6  | 6 | 0 | 0 | 38 | 18 |
| Montreal Le National | 6  | 3 | 3 | 0 | 27 | 27 |
| Cornwall HC          | 6  | 2 | 4 | 0 | 20 | 27 |
| Ottawa Capitals      | 6  | 1 | 5 | 0 | 28 | 41 |

### Izidi
| Mesec   | Dan | Gosti       | Izid | Gostitelji  | Izid |
| ------- | --- | ----------- | ---- | ----------- | ---- |
| Januar  | 6   | Cornwall    | 3    | Le National | 5    |
| Januar  | 13  | Le National | 5    | Capitals    | 8    |
| Januar  | 15  | Wanderers   | 5    | Cornwall    | 1    |
| Januar  | 20  | Capitals    | 6    | Wanderers   | 10   |
| Januar  | 27  | Cornwall    | 5    | Capitals    | 4    |
| Januar  | 27  | Le National | 2    | Wanderers   | 4    |
| Februar | 3   | Wanderers   | 7    | Le National | 3    |
| Februar | 3   | Capitals    | 3    | Cornwall    | 7    |
| Februar | 10  | Capitals    | 4    | Le National | 10   |
| Februar | 18  | Cornwall    | 3    | Wanderers   | 8    |
| Februar | 20  | Wanderers   | 4    | Capitals    | 3    |
| Februar | 24  | Le National | 2    | Cornwall    | 1    |

### Vratarji
| Vratar           | Klub        | OT | GA | SO | GAA  |
| ---------------- | ----------- | -- | -- | -- | ---- |
| Nicholson, Billy | Wanderers   | 6  | 18 | 0  | 3.0  |
| Grenier          | Capitals    | 1  | 4  | 0  | 4.0  |
| Hunter, Jack     | Cornwall    | 6  | 27 | 0  | 4.5  |
| Henri Menard     | Le National | 6  | 27 | 0  | 4.5  |
| Moffatt          | Capitals    | 2  | 12 | 0  | 6.0  |
| Cope, A.         | Capitals    | 2  | 15 | 0  | 7.5  |
| Hurdman          | Capitals    | 1  | 10 | 0  | 10.0 |

### Vodilni strelci
| Igralec          | Klub                 | OT | G  |
| ---------------- | -------------------- | -- | -- |
| Jack Marshall    | Wanderers            | 4  | 11 |
| Edgar Dey        | Capitals             | 6  | 11 |
| Ken Mallen       | Wanderers & Cornwall | 6  | 10 |
| Alphonse Prevost | Le National          | 6  | 9  |
| Percy Sims       | Capitals             | 5  | 9  |
| Jack Laviolette  | Nationals            | 6  | 8  |
| "Pokey" Leahy    | Wanderers            | 5  | 7  |
| Jimmy Gardner    | Wanderers            | 6  | 5  |
| Ed Decarie       | Le National          | 6  | 5  |
| Fred Strike      | Wanderers            | 2  | 4  |